# Neseblod Records
Neseblod Records és un segell independent que es va fundar l'any 2003 al local de Schweigaardsgate 56 d'Oslo on des de 1991 fins a 1993 va tenir la seu la botiga de música Helvete (infern en noruec) del guitarrista de Mayhem Euronymous, que també era propietari del segell discogràfic Deathlike Silence Productions, especialitzat en black metal.
El segell va ser fundat per Kenneth Anker Nilsen, cantant del grup de thrash metal Waklevören, i el nom del segell significa "epistaxi" o hemorràgia nasal. Dins de la botiga-empresa discogràfica hi ha el Black Metal Museum dedicat a la història de la música black metal.

## Discs publicats amb Neseblod Records
- Nocturnal Breed - Motörmouth (2004) - vinil de 7".
- Waklevören - Brutal Agenda (2006) - CD de demostració i LP
- Aura Noir - The Merciless (2007) - reedició
- Waklevören - Tiden Lager Alle Sår (2007) - EP
- Aura Noir - Black Thrash Attack (2008) - reedició
- Fuck You All - Fuck You All (2009)
- Aura Noir - Hades Rise (2010) - reedició
- Waklevören - De Dødes Arkiv (2010)
- Kreft - Lommemannen EP (2011)
- Carpathian Forest - Bloodlust And Perversion (2012) - reedició
- Regress FF - Regress FF (2015)
- Bjørn Erik Haugen - By the Road (2015) - vinil de 12"
- Enter Obscurity - Enter Obscurity (2015) - EP

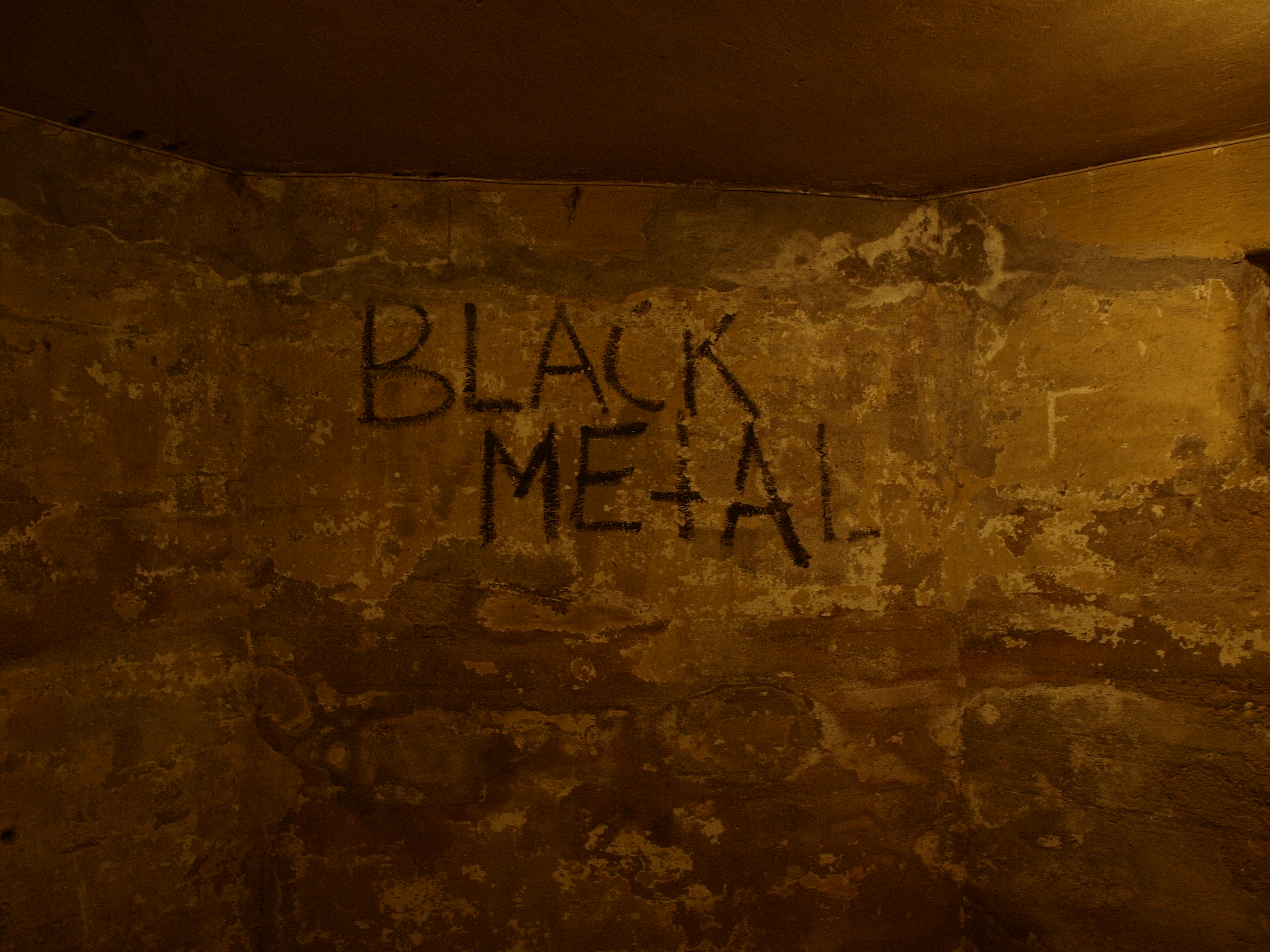
Grafiti que es remunta a principis dels anys 90 al soterrani de l'antiga botiga Helvete, ara Neseblod Records

- Barashi - Barashi (2015) - EP 7"